# Убийство Лешека Белого в Гонсаве
«Убийство Лешека Белого в Гонсаве» (пол. Zabicie Leszka Białego w Gąsawie) — картина польского художника Яна Матейко на исторический сюжет, создававшаяся в 1880 году. Хранится в Национальном музее в Гданьске.
Матейко изобразил тот момент, когда убийцы настигают князя сандомирского и краковского Лешека Белого. Это произошло во время съезда польских князей в Гонсава в Куявии в 1227 году.